# Максимовичі (Самбірський район)
Макси́мовичі — село в Бісковицькій сільській громаді Самбірського району Львівської області України. Населення становить 516 осіб.

## Церква Святих безсребреників Косми і Даміана
Маленька дерев`яна церква стоїть на просторій ділянці, оточеній з трьох сторін деревами, біля дороги на західній околиці села. Відомо, що у 1507р. в Максимовичах вже існувала церква. Старіша дерев`яна тризрубна безверха будівля, рівновисокі та рівноширокі зруби якої вкривав повний дах з ліхтарем над навою, була збудована, ймовірно, у XVIII ст. і занепала під час першої світової війни. У 1923 р. збудовано теперішню церкву, яка з 1959 по 1989 р. стояла зачиненою.

## Населення

### Мова
Розподіл населення за рідною мовою за даними перепису 2001 року:
| Мова       | Кількість | Відсоток |
| ---------- | --------- | -------- |
| українська | 498       | 96.51%   |
| російська  | 18        | 3.49%    |
| Усього     | 516       | 100%     |

## Відомі люди
- Мітюшин Анатолій Анатолійович — шаховий композитор.